# Facultatea de Istorie a Universității „Alexandru Ioan Cuza” din Iași
Facultatea de Istorie este una dintre cele 15 facultăți din cadrul Universității „Alexandru Ioan Cuza” din Iași.
După înființarea Universității (la 26 octombrie 1860), istoria a fost predată timp de mai multe decenii în cadrul Facultății de Filosofie și Litere, apoi, după cel de-al Doilea Război Mondial, în cadrul Facultății de Istorie–Geografie, a celei de Litere și, ulterior, a Facultății de Istorie–Filosofie. Facultatea de Istorie, organizarea actuală, a fost înființată în ianuarie 1990.